# Жукаяк
Жукаяк (каз. жүкаяқ) — деревянная подставка на ножках, на которую в казахской юрте складывались один на другой сундуки, тюки с домашними вещами, одеяла, образуя горку, «жук». Вещи, сложенные на жукаяк, символизировали богатство хозяина; место перед жукаяком, «тор», было самым почётным в юрте. Лицевая сторона жукаяка покрывалась резьбой, облицовывалась накладками из металла, инкрустировалась костью.